# Frasseto
Frasseto är en kommun i departementet Corse-du-Sud på ön Korsika i Frankrike. Kommunen ligger  i kantonen Santa-Maria-Siché som tillhör arrondissementet Ajaccio. År 2022 hade Frasseto 142 invånare.

## Befolkningsutveckling
Antalet invånare i kommunen Frasseto
Referens:INSEE